# Bāghcheh-ye Maryam
Bāghcheh-ye Maryam (persiska: باغچۀ مريم, باغچِه مَريَم, بَغيچِه مَريَم) är en ort i Iran.   Den ligger i provinsen Kurdistan, i den nordvästra delen av landet, 400 km väster om huvudstaden Teheran. Bāghcheh-ye Maryam ligger 2 053 meter över havet och antalet invånare är 144.
Terrängen runt Bāghcheh-ye Maryam är varierad.Runt Bāghcheh-ye Maryam är det ganska tätbefolkat, med 58 invånare per kvadratkilometer. Närmaste större samhälle är Sanandaj, 18,7 km sydväst om Bāghcheh-ye Maryam. Trakten runt Bāghcheh-ye Maryam består i huvudsak av gräsmarker.